# Kanchrapara
Kanchrapara é uma cidade e um município no distrito de North 24 Parganas, no estado indiano de Bengala Ocidental.

## Geografia
Kanchrapara está localizada a 22° 58′ N, 88° 26′ L. Tem uma altitude média de 10 metros (32 pés).

## Demografia
Segundo o censo de 2001, Kanchrapara tinha uma população de 126 118 habitantes. Os indivíduos do sexo masculino constituem 52% da população e os do sexo feminino 48%. Kanchrapara tem uma taxa de literacia de 81%, superior à média nacional de 59,5%: a literacia no sexo masculino é de 86% e no sexo feminino é de 76%. Em Kanchrapara, 8% da população está abaixo dos 6 anos de idade.